# 29-й избирательный округ (Литомержице)
29-й избирательный округ (Литомержице) — избирательный округ Сената Чехии, расположенный на территории района Литомержице, ограниченный на западе населёнными пунктами Либохованы, Мале Жерносеки, Лготка над Лабем, Вхинице, Йенчице, Тршебенице и Властислав, а также расположенный на северной части территории района Кладно, ограниченный населёнными пунктами Враны, Врбичаны, Клобоуки, Горжешовички, Зиховец, Билихов, Поздень, Плхов, Либовице, Туржаны, Студеневес, Слани, Жижице, Вельвари и Уги.

## Список представителей округа
| Выборы | Выборы | Сенатор | Сенатор          | Избирательная партия | Номинирующая партия | Политическая принадлежность | Сайт    |
| ------ | ------ | ------- | ---------------- | -------------------- | ------------------- | --------------------------- | ------- |
|        | 1996   |         | Карел Бурда      | ODS                  | ODS                 | ODS                         | Профиль |
|        | 2000   |         | Зденек Барта     | 4KOALICE             | KDU-ČSL             | Беспартийный                | Профиль |
|        | 2006   |         | Александр Вондра | ODS                  | ODS                 | Беспартийный                | Профиль |
|        | 2012   |         | Гассан Мезиан    | ČSSD                 | ČSSD                | ČSSD                        | Профиль |
|        | 2018   |         | Ладислав Хлупач  | ODS                  | ODS                 | ODS                         | Профиль |

## Явка избирателей
|  | Наибольшая явка избирателей |  | Наименьшая явка избирателей |

| Год  | % (1 тур) | % (2 тур) |
| ---- | --------- | --------- |
| 1996 | 34,77     | 33,25     |
| 2000 | 34,41     | 25,53     |
| 2006 | 43,83     | 23,30     |
| 2012 | 35,82     | 16,84     |
| 2018 | 42,20     | 16,50     |